# Les Parapluies de Cherbourg
Les Parapluies de Cherbourg (bra: Os Guarda-Chuvas do Amor; prt: Os Chapéus de Chuva de Cherburgo) é um filme teuto-francês de 1964, dos gêneros comédia, romance e musical, dirigido por Jacques Demy e estrelado por Catherine Deneuve.
O longa conquistou a Palma de Ouro no Festival de Cannes.

## Sinopse
Geneviève, uma jovem de dezessete anos vive com sua mãe e trabalha na loja de guarda-chuvas desta, ela se apaixona por Guy e ele por ela, porém o amor deles é interrompido quando Guy tem que partir para a guerra da Argélia por dois anos. Geneviève tem que decidir se espera por Guy ou se rende as propostas que estão por vir.   

## Elenco
- Catherine Deneuve .... Geneviève
- Nino Castelnuovo .... Guy
- Anne Vernon .... Madame Emery / Mãe de Geneviève
- Marc Mishel .... Roland Cassard
- Ellen Farner .... Madeleine
- Mireille Perrey ... Tia Élise
- Jean Champion .... Aubin
- Pierre Caden .... Bernard